# Spencerport (New York)
Spencerport est un village du comté de Monroe, dans l'État de New York, aux États-Unis,. En 2010, il comptait une population de 3 601 habitants.

## Démographie
Lors du recensement de 2010, le village comptait une population de 3 601 habitants. Elle est estimée, en 2019, à 3 657 habitants.